# Roßbach (Wied)

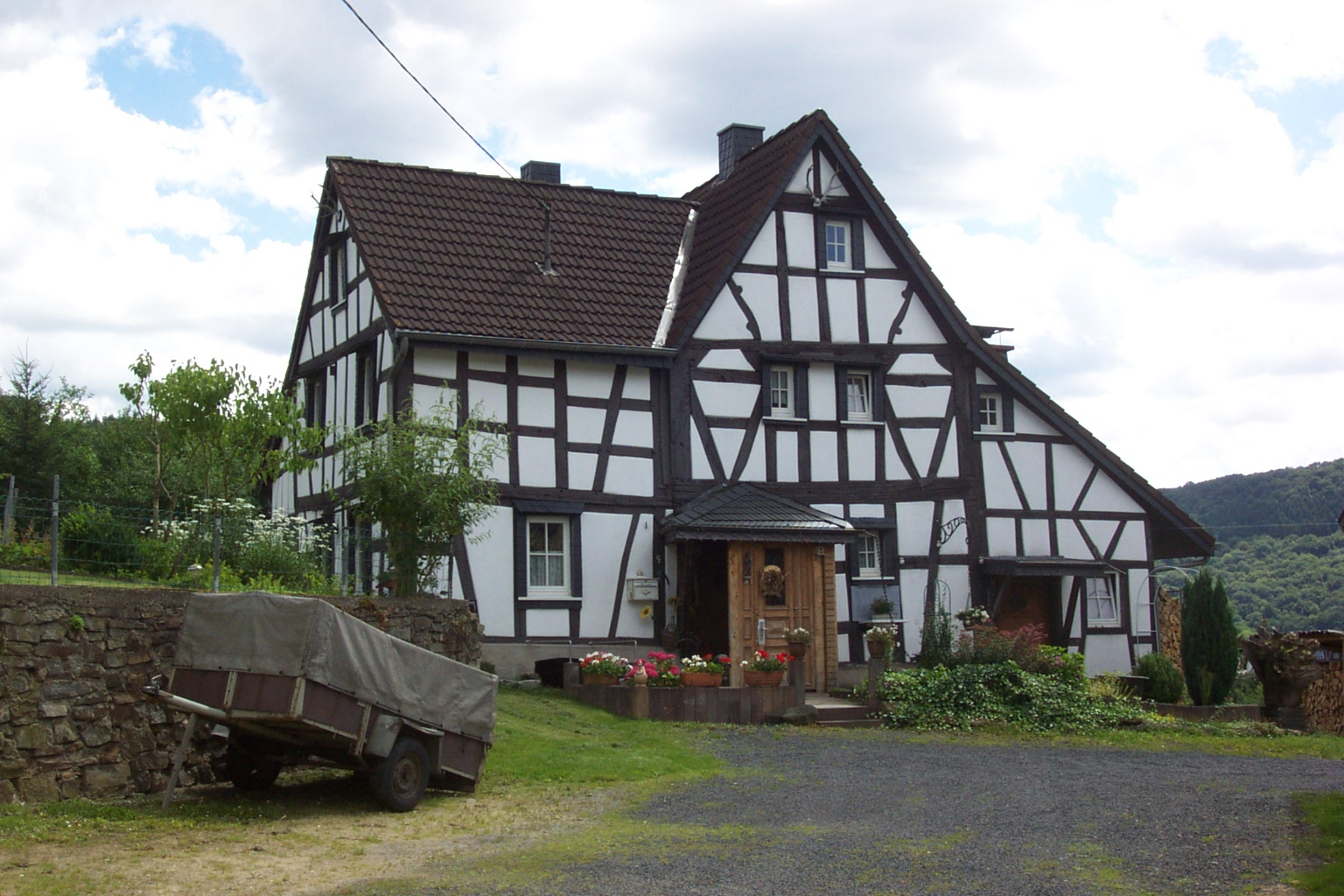
Fachwerkhaus
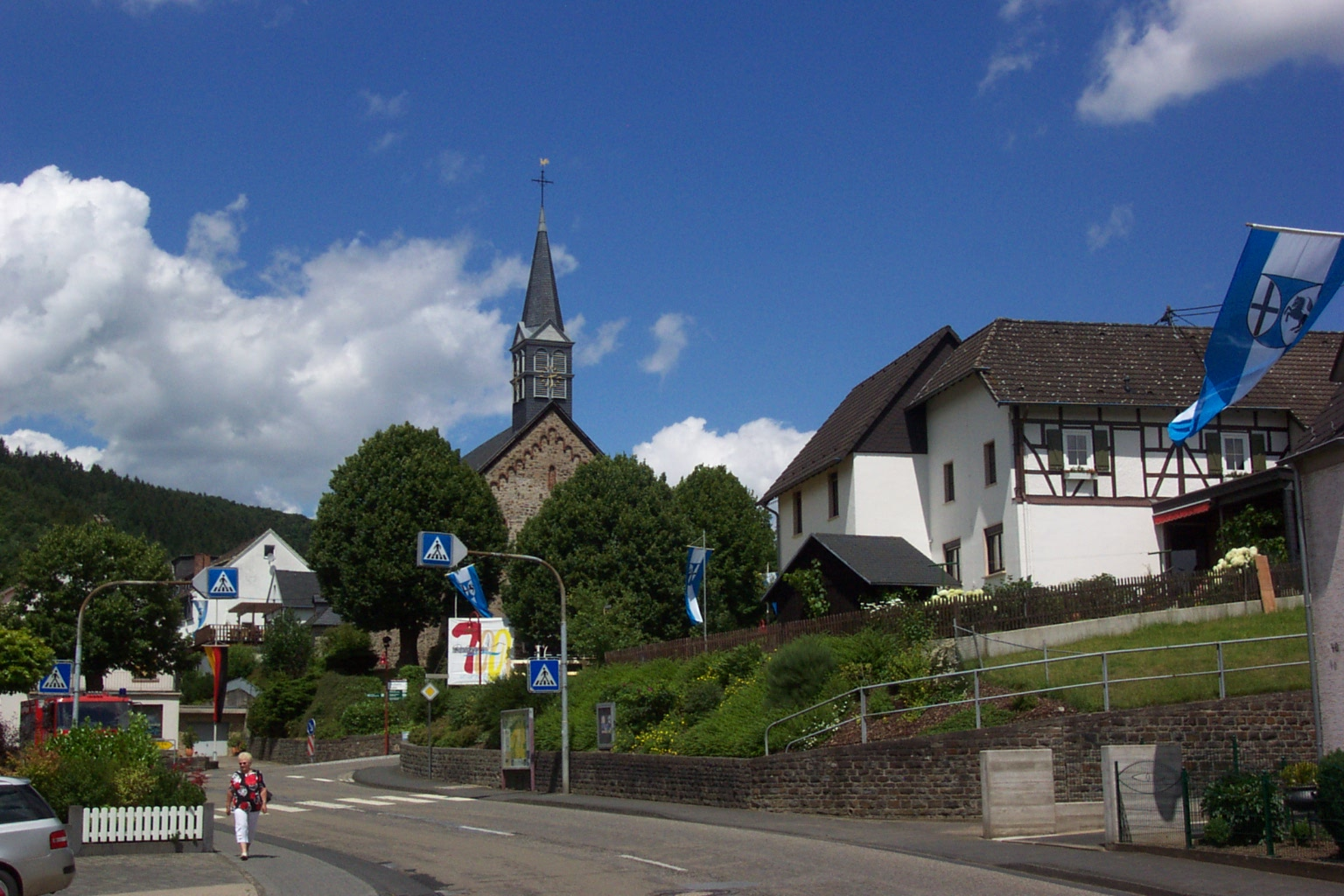
Ortsansicht und Kirche

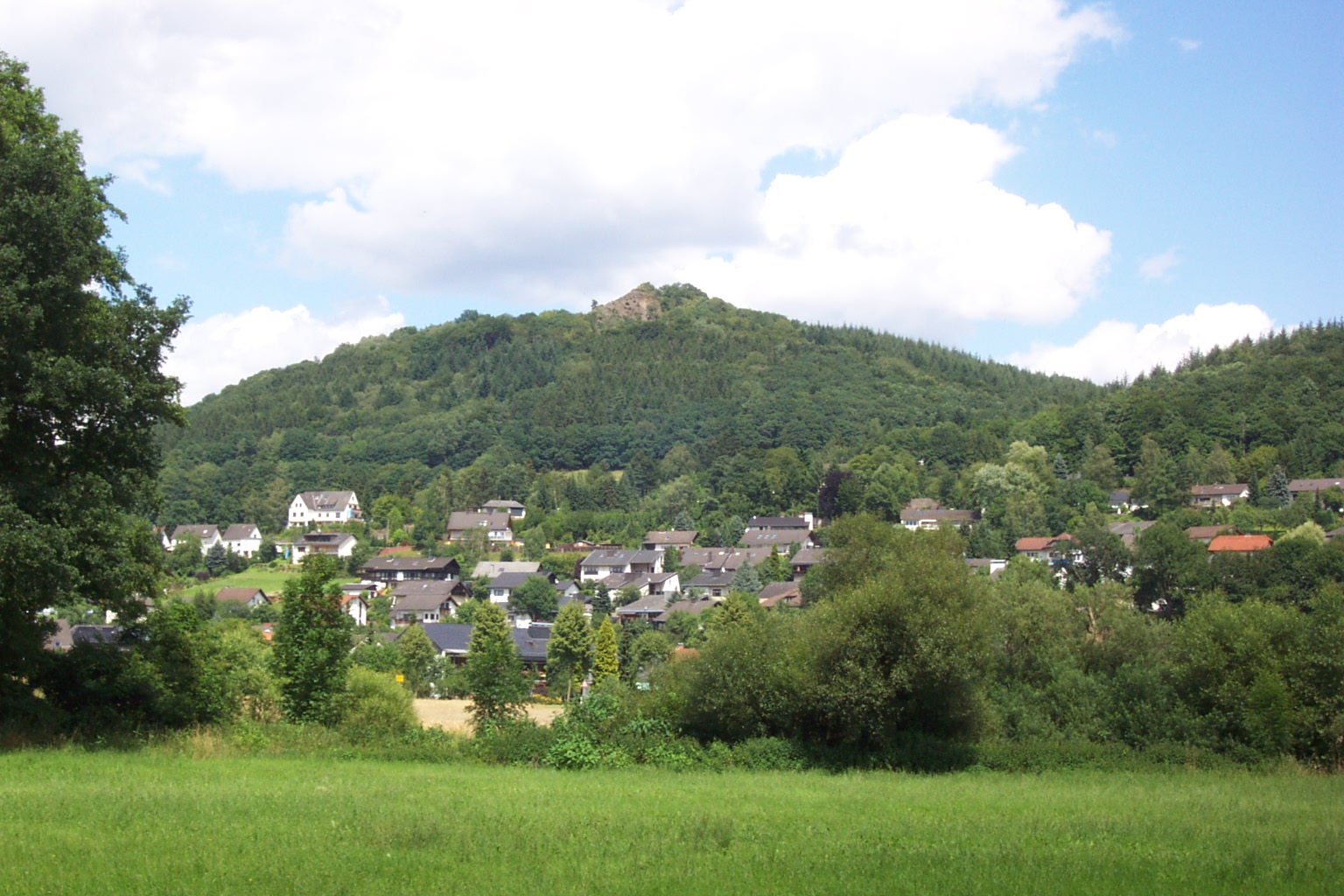
Ortsansicht von Roßbach, im Hintergrund „Roßbacher Häubchen“

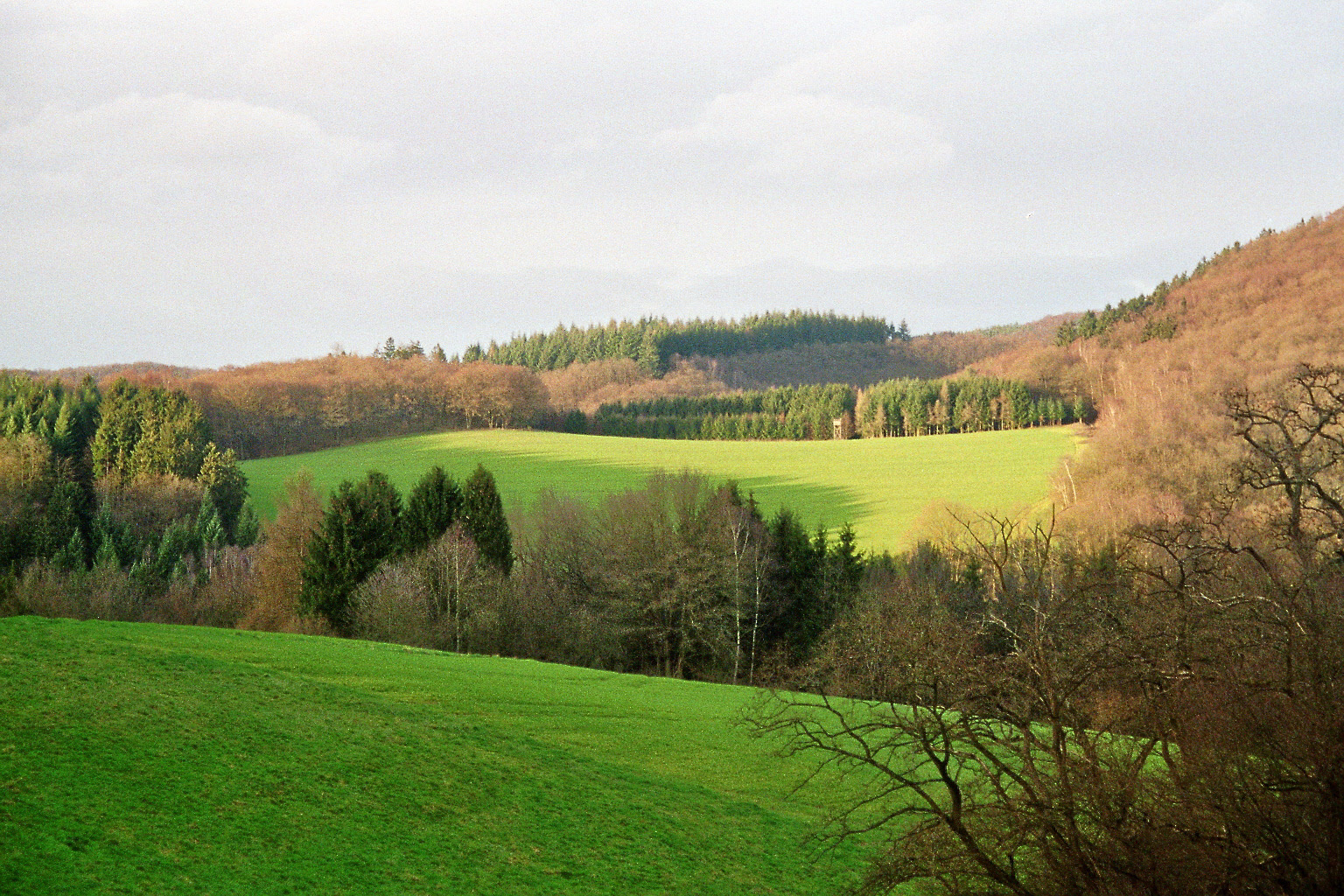
Landschaft bei Schimmelshahn
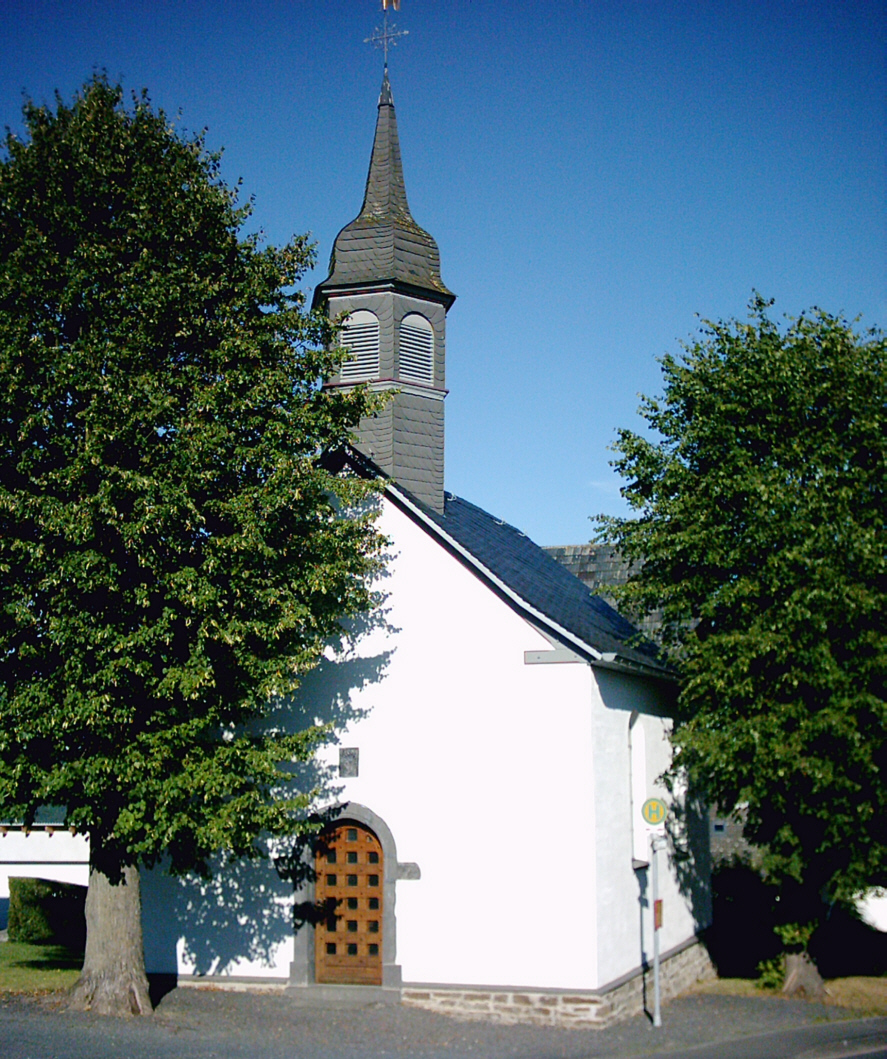
Kapelle im Ortsteil Reifert

Roßbach ist eine Ortsgemeinde im Landkreis Neuwied in Rheinland-Pfalz. Sie gehört der Verbandsgemeinde Rengsdorf-Waldbreitbach an. Roßbach ist ein staatlich anerkannter Luftkurort.

## Geographie

### Lage
Roßbach liegt an der Wied am Rande des Westerwaldes im Mittleren Wiedtal am Fuße des Roßbacher Häubchens, einem ehemaligen Basalttagebau. Das Roßbacher Häubchen gehört zwar seit einigen Jahren zur Gemeinde Breitscheid, hat aber den Namen von Roßbach behalten. Der Ort befindet sich unweit der Grenze zu Nordrhein-Westfalen. In der Nähe liegende Großstädte sind Koblenz, Bonn und Köln.

### Gemeindegliederung

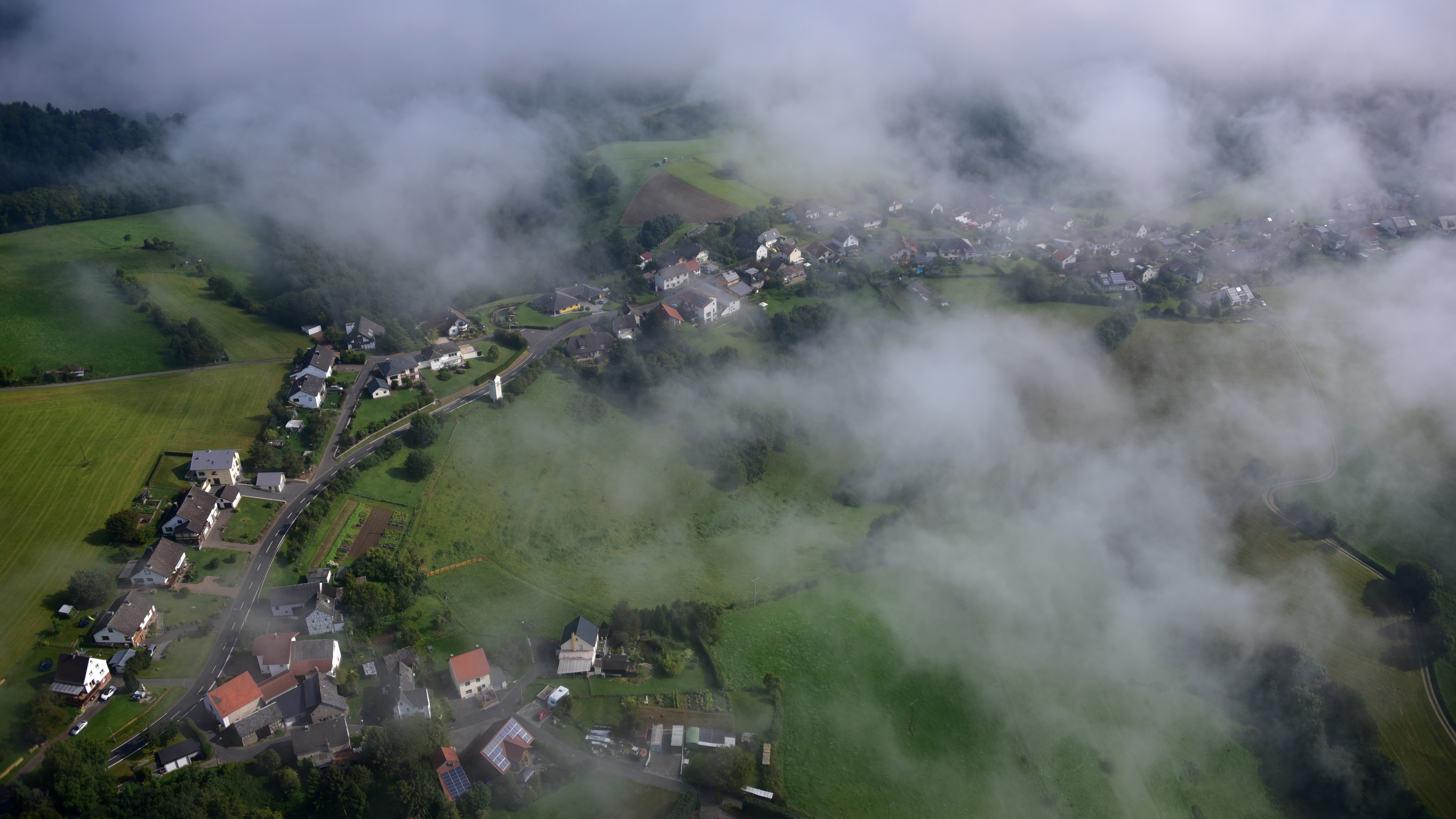
Reifert, Luftaufnahme (2017)

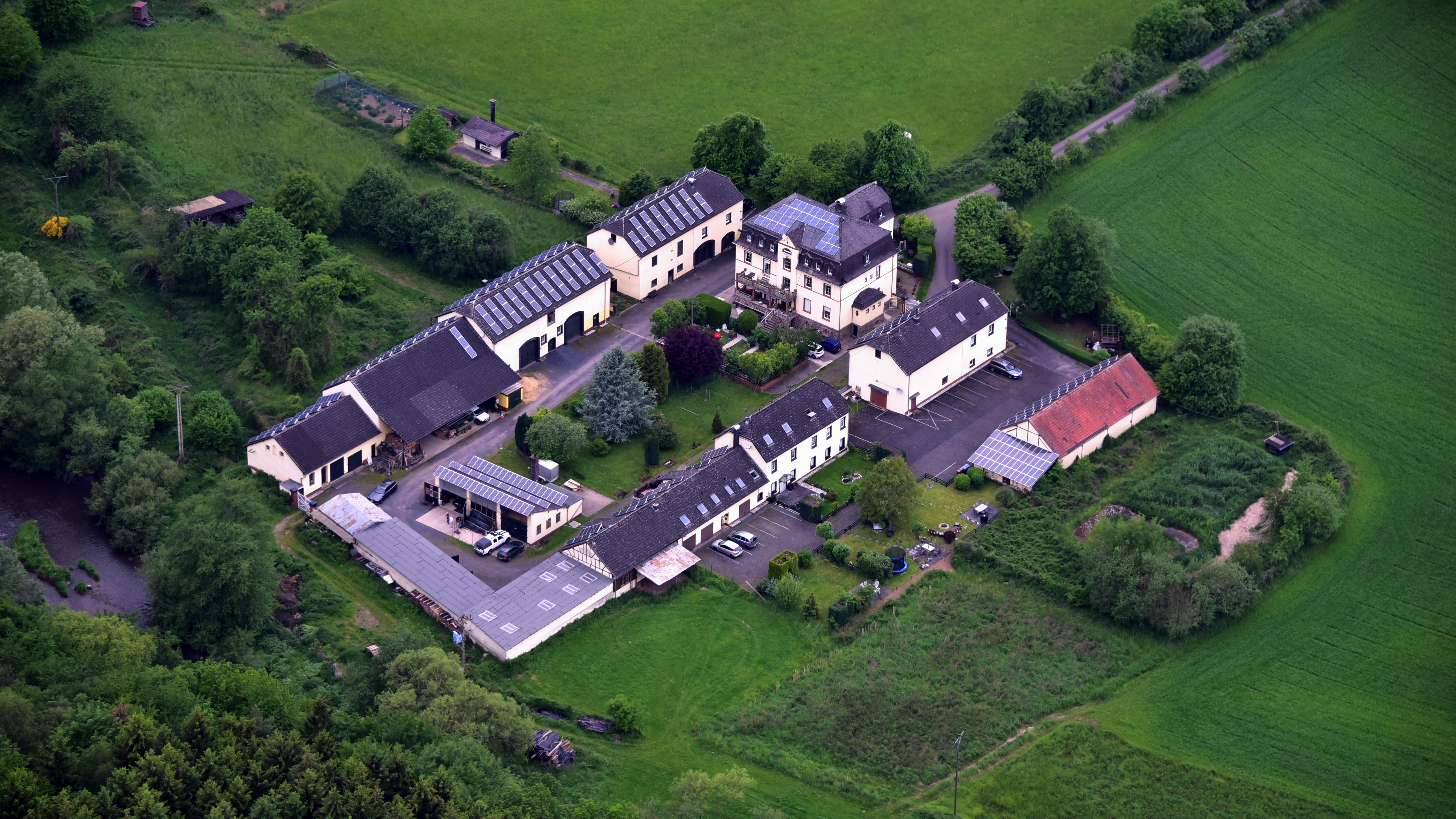
Oberbuchenau, Luftaufnahme (2019)

Zur Gemeinde Roßbach gehören außer dem namengebenden Hauptort noch die Ortsteile und Wohnplätze Lache, Niederbuchenau, Oberbuchenau, Reifert, Scheuerchen, Schimmelshahn und Spreitchen.
Reifert
Reifert liegt auf der Höhe in Richtung Linz am Rhein im Westen von Roßbach. Das Wahrzeichen des Ortes bildet eine kleine Kapelle, die in der Ortsmitte liegt.
Spreitchen
Spreitchen liegt abseits der L256 zwischen Roßbach (ca. 2 km) und Reifert (ca. 1 km)

### Nachbarorte
Die Nachbarorte von Roßbach sind die Ortsgemeinden Neustadt (Wied) im Norden, Breitscheid im Osten, Waldbreitbach im Süden, Hausen (Wied) im Südwesten und das bereits am Rhein liegende Dattenberg im Westen.

## Geschichte
Erstmals erwähnt wurde Roßbach im Jahr 1307 als ein Hof der Waldbreitbacher Niederlassung des Deutschen Ordens, welcher aber schätzungsweise bereits ab 1250 existierte. Territorial gehörte der Ort für über 500 Jahre zu Kurköln. Im 15. Jahrhundert wurde der Hof Buchenau, im 16. Jahrhundert ein Hof in Spreitchen und die Roßbacher Kapelle erwähnt. Bei einer im Jahr 1660 vom Kölner Kurfürsten angeordneten Bestandsaufnahme hatte Roßbach 22 Häuser und Reifert drei bewohnte Höfe. Im Jahr 1742 wird erstmals eine Mühle genannt, 1758 Lache als Hof ausgewiesen und 1767 in Reifert erstmals eine Kapelle erwähnt.
Zu Beginn des 19. Jahrhunderts endete Roßbachs Zugehörigkeit zu Kurköln. Nachdem dessen linksrheinischer Hauptteil 1794 von französischen Revolutionstruppen besetzt und nachfolgend in das französische Staatsgebiet eingegliedert worden war, wurden die verbliebenen rechtsrheinischen Gebiete im Zuge des Reichsdeputationshauptschlusses säkularisiert. Das bisher kurkölnische Amt Neuerburg mit der zugehörigen Hunschaft Roßbach fiel 1803 an das Fürstentum Wied-Runkel, das 1806 aufgelöst und gemäß der Rheinbundakte dem neu gebildeten Herzogtum Nassau zugeschlagen wurde. Nach der Niederlage Napoleons kam Roßbach aufgrund der 1815 auf dem Wiener Kongress getroffenen Vereinbarungen zum Königreich Preußen und wurde verwaltungstechnisch der Bürgermeisterei Neuerburg im Kreis Neuwied des Regierungsbezirks Koblenz der preußischen Rheinprovinz zugeordnet. Unter preußischer Oberhoheit erhielten die Fürsten von Wied bis zu ihrem freiwilligen Verzicht 1848 im Standesherrlichen Kreis Neuwied, zu dem auch Roßbach gehörte, einen Teil ihrer früheren Rechte zurück. 
Ein erstes Schulhaus entstand 1824 in Roßbach, 1899 folgte ein Neubau. Der Abbau von Basalt am Roßbacher Häubchen wurde 1883 begonnen und erfolgte bis 1941/42.
Nach dem Zweiten Weltkrieg wurde Roßbach innerhalb der französischen Besatzungszone Teil des damals neu gebildeten Landes Rheinland-Pfalz. Der Ort gehörte weiterhin zum Amt Neuerburg (eine entsprechende Umbenennung der Bürgermeisterei Neuerburg war 1927 erfolgt), das im Rahmen der rheinland-pfälzischen Funktional- und Gebietsreform am 1. Oktober 1968 in die Verbandsgemeinde Waldbreitbach überführt wurde, die wiederum zum 1. Januar 2018 in die Verbandsgemeinde Rengsdorf-Waldbreitbach aufging.
Ein katholischer Kindergarten wurde 1972 in Roßbach eröffnet. Die 1973 geschlossene Schule wurde 2001 zum Dienstleistungszentrum Alte Schule umgebaut.
Bevölkerungsentwicklung
Die Entwicklung der Einwohnerzahl von Roßbach, die Werte von 1871 bis 1987 beruhen auf Volkszählungen:
| Jahr | Einwohner |
| 1815 | 207       |
| 1835 | 412       |
| 1871 | 460       |
| 1905 | 495       |
| 1939 | 601       |
| 1950 | 649       |

| Jahr | Einwohner |
| 1961 | 721       |
| 1970 | 967       |
| 1987 | 1.179     |
| 1997 | 1.494     |
| 2005 | 1.516     |
| 2023 | 1.487     |

## Politik

### Bürgermeister
Thomas Boden (CDU) wurde am 25. Juli 2022 Ortsbürgermeister von Roßbach. Bei der Direktwahl am 10. Juli 2022 war der bisherige Beigeordnete der Ortsgemeinde mit 94,6 Prozent der abgegebenen Stimmen gewählt worden. Er wurde im Juni 2024 wiedergewählt.
Die Position des Ortsbürgermeisters war im Frühjahr 2022 vakant geworden, nachdem Bodens Vorgängerin Claudia Lo Iacono ihr Amt aus familiären Gründen vorzeitig niederlegte. Sie hatte das Amt am 19. Oktober 2020 übernommen. Da bei der Direktwahl am 26. Mai 2019 kein Wahlvorschlag eingereicht wurde, oblag die Neuwahl des Bürgermeisters dem Rat. Da dieser keinen Kandidaten finden konnte, führte zunächst Jürgen Becker (CDU), Ortsbürgermeister von 2009 bis 2019, als Erster Beigeordneter die Amtsgeschäfte, ab 1. Juli 2020 setzte die Gemeindeaufsicht mit Hans-Werner Breithausen, dem Bürgermeister der Verbandsgemeinde, einen Beauftragten ein. Mit der einstimmigen Wahl der neuen Ortsbürgermeisterin durch den Rat der Gemeinde endete 2020 diese Ersatzlösung.

### Wappen
| Wappen von Roßbach | Blasonierung: „Das Wappen in Blau hat zwei halbkreisförmige eingebogene silberne Flanken. Rechts ist ein schwarzes Balkenkreuz zu sehen. Die linke Seite ziert ein sich aufbäumendes schwarzes Pferd.“                                                     |
| Wappen von Roßbach | Wappenbegründung: Die Farbe Blau symbolisiert die Wied, das schwarze Balkenkreuz erinnert an Kurköln, zu dessen Gebiet die Gemeinde bis 1803 gehörte. Das Pferd (als Ross) bildet zusammen mit der Wied (als Bach) den Gemeindenamen als sprechendes Bild. |

## Kultur und Sehenswürdigkeiten
Siehe auch: Liste der Kulturdenkmäler in Roßbach (Wied)
Wahrzeichen des Ortes ist das Roßbacher Häubchen. Es ist ein lohnendes Wanderziel, zu dessen Gipfel ein Lehrpfad und eine separate Schleife des Westerwaldsteigs führen. Beide Wege geben interessante Einblicke in die Entstehung und Abbau des Basalts.
Der staatlich anerkannte Luftkurort ist ein Ausgangspunkt für Wanderungen entlang der Wied oder in die Nebentäler des Elsbach, Wallbach und Masbach.

### Dialekt
Der Roßbacher Dialekt ist das „Roßbe Platt“, eine moselfränkische Sprachvariante.

### Sport

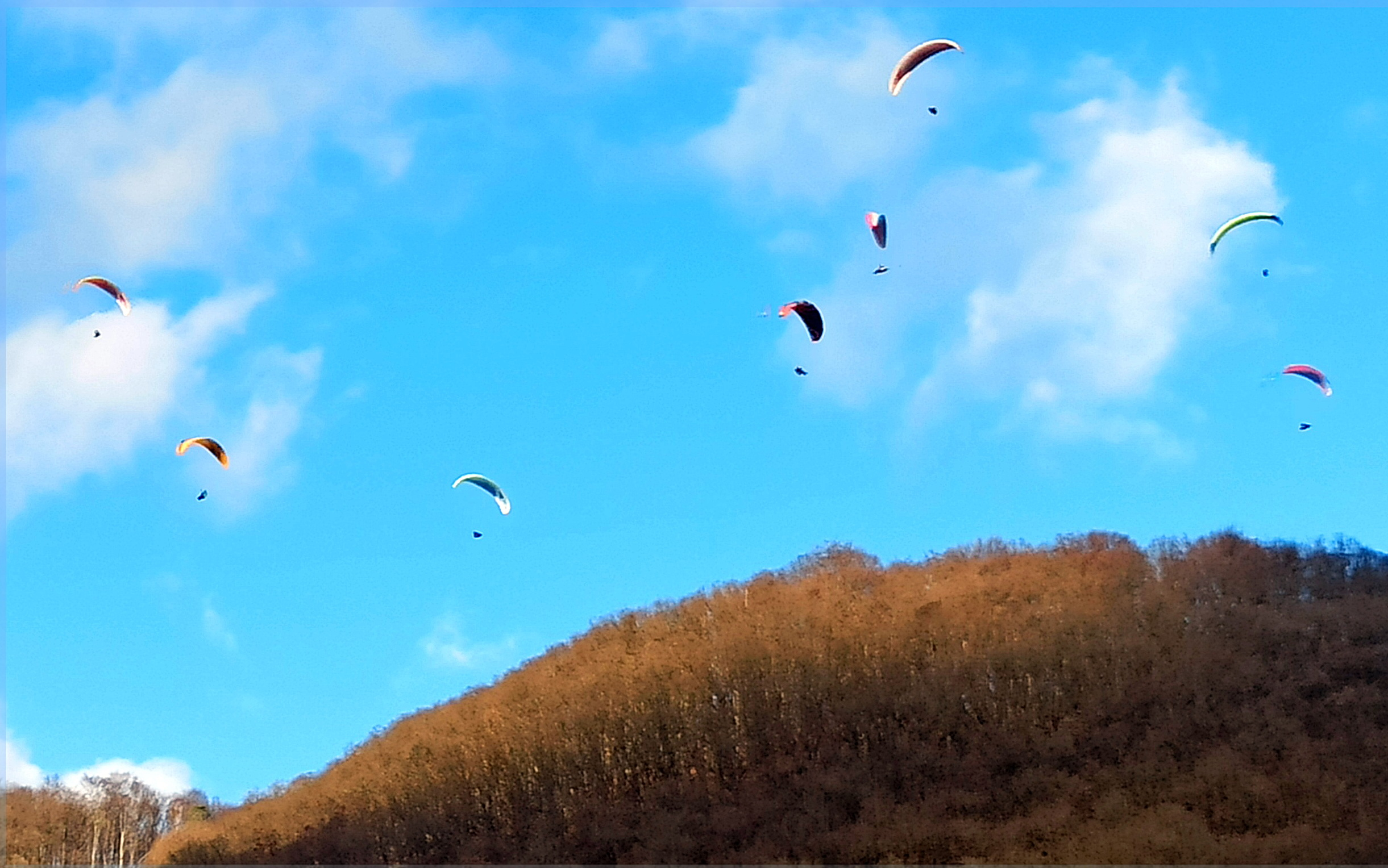
Gleitschirme in Roßbach (Wied); Foto aus Januar 2023

Es existiert ein Sportgelände mit Fußballplatz, beleuchtetem Kunstrasenplatz, vier Tennisplätzen und einer Schießsporthalle (10 elektronische Stände für Luftdruckwaffen). Außerdem existiert noch ein Bouleplatz im Ort und ein Kleinkaliber-Stand im Masbachtal.
Oberhalb des Hotels Strand-Cafe befindet sich ein offizieller Gleitschirmstartplatz mit Südausrichtung (Finkenberg).

### Vereine
- Freiwillige Feuerwehr Roßbach
- Karnevalsclub „Blau-Weiß“ Roßbach
- Kolpingsfamilie Reifert
- Möhnenverein Roßbach
- Sportverein Roßbach/Verscheid (Fußball)
- St. Hubertus Schützenbruderschaft Roßbach 1881 e. V. mit angeschlossenem Tambourcorps
- Tennisverein Roßbach
- Funkengarde Roßbach
- Drachen- und Gleitschirmfliegerclub Siebengebirge e. V.
- Land schafft Verbindung Westerwald Taunus e. V.

## Verkehr

### Radwanderweg
Durch Roßbach führt der beschilderte Wied-Radweg, der entlang der Wied von der Quelle (ab Rotenhain im Gebiet der Westerwälder Seenplatte) bis zur Mündung bei Neuwied führt. Die Strecke ist weitgehend asphaltiert bzw. gepflastert und größtenteils (aber nicht durchgehend – Stand 2022) getrennt vom motorisierten Straßenverkehr.

### Straße
Die A 3 ist mit ihren Ausfahrten Neustadt (Wied) und Bad Honnef/Linz in wenigen Minuten zu erreichen. Von Linz am Rhein aus ist Roßbach durch die B 42 mit Koblenz, Bonn und Köln verbunden.

### Bahn
Der Bahnhof Linz (Rhein) an der rechten Rheinstrecke ist von Roßbach aus der nächstgelegene Haltepunkt. Außerdem liegt Roßbach in der Nähe der Schnellfahrstrecke Köln–Rhein/Main, deren nächster Bahnhof sich in Siegburg befindet.

## Öffentliche Einrichtungen
Es besteht ein Kindergarten der kath. Kirchengemeinde Waldbreitbach.